# Giovanni Battista Brocchi
Giovanni Battista Brocchi, o Giambattista (18 de febrero de 1772 - 25 de septiembre de 1826), fue un naturalista, minerólogo y geólogo italiano.
Nació en Bassano del Grappa, Italia, y estudió jurisprudencia y teología en la Universidad de Padua, aunque varió su atención hacia la mineralogía y la botánica. En 1802 es designado profesor de botánica en el nuevo liceo de Brescia; y se dedicó intensamente a las investigaciones geológicas en la región. Los frutos de esas labores aparecieron en diferentes publicaciones, particularmente en su Trattato mineralogico e chemico sulle miniere di ferro del dipartimento del Mella, de 1808, un tratado sobre las minas de hierro de Mella. Esos estudios le procuraron trabajar en la oficina de inspector de minería en el recientemente establecido Reino de Italia, permitiéndole extender sus investigaciones sobre una gran parte del país.
En 1811 publica un valioso ensayo titulado: Memoria mineralogica sulla Voile di Fassa in Tirolo; y su más importante obra fue Conchiologia fossile subapennina con osservazioni geologiche sugli Apennini, e sul suolo adiacente (2 vols., Milán, 1814), conteniendo detalles precisos de la estructura de los Apeninos, y una cuenta de los fósiles de los estratos terciarios italianos en comparación con las especies existentes. En este libro presenta la idea del nacimiento y la extinción de las especies, concepto que es tomado por Charles Darwin para su teoría de la evolución. Estos temas fueron desarrollados aún más en su mapa geognóstico, y su Catalogo ragionato di una raccolta di rocce, disposto con ordine geográfico, per servire al/a geognosia dell lie/ia (Milán, 1817). Su obra Dello stato físico del suolo di Rome (1820), con una carta acompañante, es también digno de mención. En él, corrigió el punto de vista erróneo de Scipione Breislak, que concibió que Roma ocupaba el lugar de un volcán, al que atribuye los materiales volcánicos que cubren las siete colinas de Roma. Brocchi señaló que esos materiales fueron derivadas tanto del extinto volcán monte Albano, a 19 km de la ciudad, o del monte Cimino, aún más al norte.
Varios de sus documentos, sobre temas de mineralogía, aparecieron en la Biblioteca Italiana de 1816 a 1823. En ese año, Brocchi navega a Egipto, explorando su geología, y reportando sus recursos minerales. Fue financiado por Mehemet Ali, quien en 1825 lo nombró en una comisión para examinar el territorio del recién conquistado Sultanato de Sennar; pero Brocchi, desafortunadamente para la ciencia, cayó víctima del clima, y murió en Jartum .

## Honores

### Eponimia
Lleva su nombre una escuela secundaria de Bassano del Grappa, el "Liceo G.B. Brocchi", construido en el palacio perteneciente al científico, con frescos de Jacopo da Ponte.
Género
- (Bromeliaceae) Brocchinia Schult.f.[1]

Especies
- (Boraginaceae) Heliotropium brocchianum Vis.[2]

- (Euphorbiaceae) Chrozophora brocchiana Schweinf.[3]

- (Euphorbiaceae) Croton brocchianus Vis.[4]

- (Euphorbiaceae) Tournesolia brocchiana Kuntze[5]

- La abreviatura «Brocchi» se emplea para indicar a Giovanni Battista Brocchi como autoridad en la descripción y clasificación científica de los vegetales.[6]